# Nikolai Petróvitx Rumiàntsev
|  | Per a altres significats, vegeu «Nikolai Rumiàntsev». |

Nikolai Petróvitx Rumiàntsev   (Sant Petersburg, 3 d'abril de 1754 (Julià) - Sant Petersburg, 3 de gener de 1826 (Julià)) va ser ministre d'Afers Exteriors i canceller de l'Imperi rus a Rússia durant la invasió de Napoleó a Rússia (1808). Era fill del mariscal de camp Piotr Rumiàntsev i net del general Aleksandr Rumiàntsev de la família comtal Rumiàntsev.
Va ser ministre del seu país a Frankfurt, on va residir uns quinze anys; mestre de cerimònies de la cort de Pau I, sense exercir mai aquest càrrec, i conseller imperial a l'adveniment de l'emperador Alexandre, que el va nomenar ministre de Comerç el 1802 i de Negocis estrangers. Va ser molt elogiat per Napoleó, a qui va aconseguir conciliar amb Àustria en 1809, i un any més tard va obtenir per a la seva pàtria, mitjançant el Tractat de Friedriksham, Finlàndia, per la qual cosa va ser nomenat canceller i més tard president del Consell de l'Imperi.
Devem a aquest eminent home públic:
- una col·lecció d'Antigues poesies russes (1818);
- el Sandebink o Codi del tsar Iván Vasilievich; Investigacions sobre l'antiga història de Rússia de Lehberg (1820);
- Cròniques de Santa Sofia (1820/21), que comprenen des de l'any 826 al 1534;
- Monuments de la literatura russa del segle XII (1821) i molts estudis d'història i literatura del seu país;
- Sobre l'origen del Rurik; Història del diaca Lleó i d'altres escriptors bizantins (1820);
- Memòries sobre alguns pobles de l'Àsia central (1821);
- Assaig històric i cronològic sobre els <posadniks> de Novgorod, tret dels antics anals russos (1821);
- Cartes arqueològiques sobre l'óblast de Riazán (1823);
- Joan, exarca de Bulgària; Sant Ciril i sant Metodi, apòstols dels eslaus, etc...

Gràcies a la munificència d'aquest magnat, Adelung i el metropolità Eugeni de Kíev van publicar les seves obres, i de 1815 a 1818 el fill del cèlebre Kotzebue va realitzar la seva expedició al mar del nord per buscar un pas d'Àsia a Amèrica.